# Rüdlingen
Rüdlingen é uma comuna da Suíça, no Cantão Schaffhausen, com cerca de 629 habitantes. Estende-se por uma área de 5,50 km², de densidade populacional de 114 hab/km². Confina com as seguintes comunas: Berg am Irchel (ZH), Buchberg, Eglisau (ZH), Flaach (ZH), Freienstein-Teufen (ZH), Lottstetten (DE-BW), Marthalen (ZH), Rafz (ZH).
A língua oficial nesta comuna é o Alemão.